# Willie Davis (basket-ball)
Pour les articles homonymes, voir Willie Davis et Davis.
 (janvier 2016).
Si vous disposez d'ouvrages ou d'articles de référence ou si vous connaissez des sites web de qualité traitant du thème abordé ici, merci de compléter l'article en donnant les références utiles à sa vérifiabilité et en les liant à la section « Notes et références ».
Willie Edward Davis (né le 9 août 1945 à Fairfield au Texas) est un joueur de basket-ball professionnel évoluant une saison dans l'American Basketball Association (ABA) dans l'équipe des Chaparrals du Texas (saison 1970 - 1971). Avant la NBA, il jouait pour l'université de North Texas et est sélectionné par les Bulls de Chicago lors du septième tour du draft (repêchage) NBA de 1968, mais n'a jamais joué pour eux.